# Schnitzer Motorsport

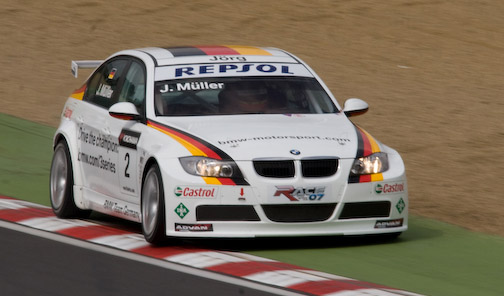
Carro da Schnitzer Motorsport no Campeonato Mundial de Carros de Turismo de 2008.

Schnitzer Motorsport é uma equipe de preparação modelos de corrida com sede em Freilassing, próximo a Munique, Alemanha. Nos últimos anos tem competido como BMW Team Germany na World Touring Car Championship com os pilotos Jörg Müller e Augusto Farfus. Pertence à AC Schnitzer.